# مطار سوموسالمي
مطار سوموسالمي (بالفنلندية: Suomussalmen lentokenttä)‏ هو مطار في سوموسالمي، فنلندا، يبعد حوالي 9 ميل بحري (17 كـم؛ 10 ميل) جنوب غرب مركز سوموسالمي.

## روابط خارجية
- VFR Suomi / فنلندا - مطار سوموسالمي
- Lentopaikat.net - مطار سوموسالمي باللغة الفنلندية